# 敏感合萌
敏感合萌（学名：Aeschynomene americana）为豆科合萌屬下的一个种。

## 扩展阅读
- 維基物種上的相關：敏感合萌